# フェニキア文字

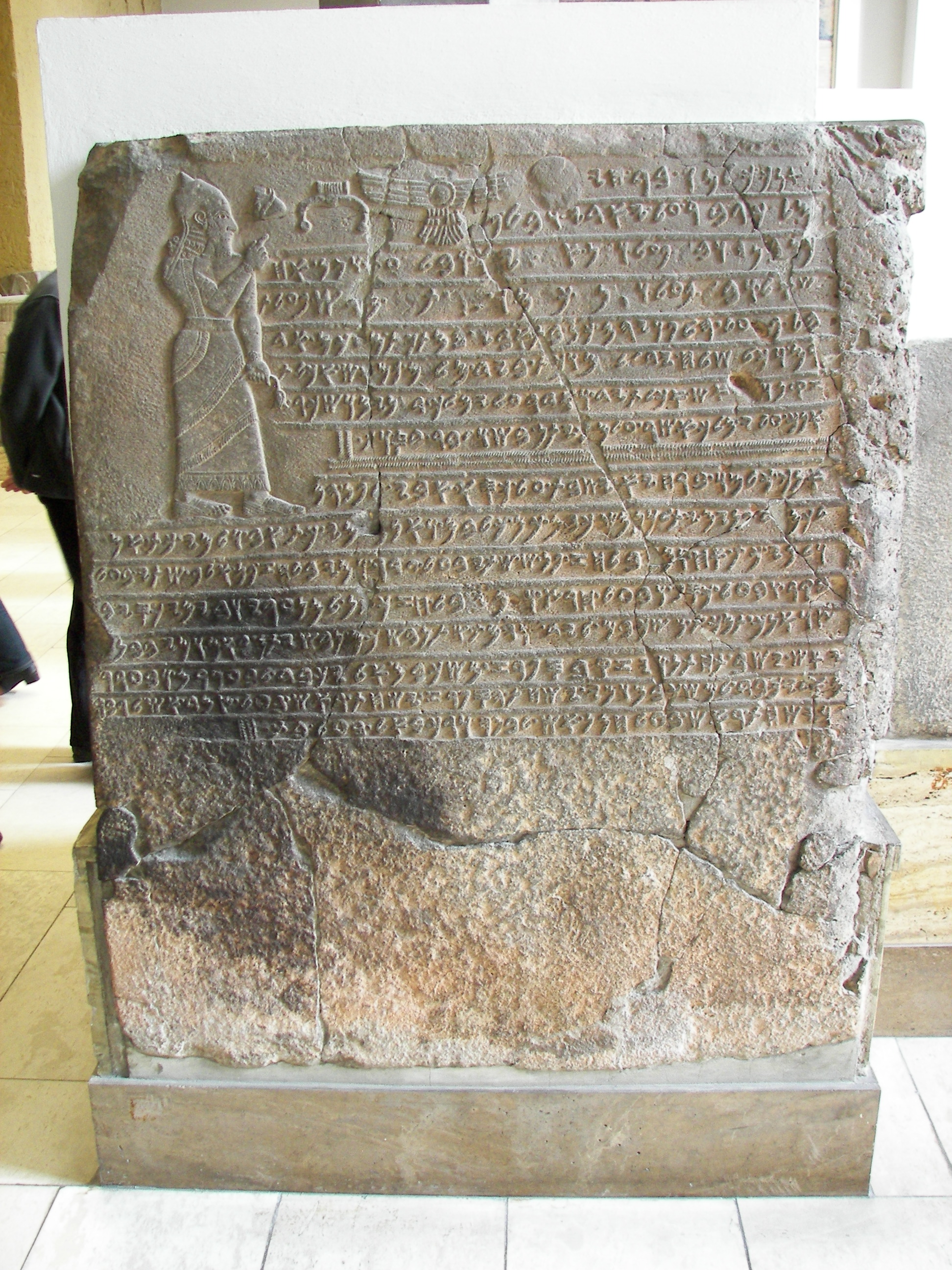
キラムワ碑文。サマル（現トルコ南部のジンジルリ・ヒョユク）出土、紀元前825年ごろ

フェニキア文字（フェニキアもじ）は、セム系言語であるフェニキア語を表す、22文字からなる音素文字。

## 概要
1つの文字が1つの子音を表すアブジャドである（母音を表す文字は持たない）。原カナン文字を元とし、紀元前1050年頃より整備され、フェニキア人（古代地中海世界において現在のレバノン一帯を中心に活動していた民族）によって使用された。右から左に書かれた。
フェニキア文字は、現在使われているほとんどの音素文字（アルファベット、アブギダを含む）の源と考えられている。
フェニキア文字は22の字母を持つ純粋なアブジャド（子音文字）である。すなわち、子音を表現する字母のみから構成され、母音用のいかなる記号も持たない。このような文字体系において母音は口伝えによって知り覚えるということになる。この特徴はフェニキア文字から生まれたアラム文字、ヘブライ文字、アラビア文字などにも受け継がれた。
フェニキア文字と同系統の古い文字には楔形文字の字形を持つウガリット文字や、いまのイエメン一帯で使われた南アラビア文字があるが、文字体系はいずれも28-30字ほどを持つ。これに対し、フェニキア文字は22文字しかなく、フェニキア語において子音体系が簡素化したことの反映と考えられている。
フェニキア文字はフェニキアの商人により欧州・中東へ広められた。それらの地域で様々な種類の言語を表記する為に使われるようになり、多くの後継文字体系が生み出された。現代の文字体系の多くが、各地に広まったフェニキア文字から派生したものだと考えられている。フェニキア文字の変化形であるアラム文字は、現代のアラビア文字とヘブライ文字の祖先である。
ブラーフミー文字もアラム文字が元になっているという説があり、インド系文字（インド、東南アジア、チベットで現在も使われている）の元となった。インド系文字は記号によって母音を表すアブギダである。
ギリシア文字はフェニキア文字の直系の後継であるが、特定の文字の音価は母音を表すように変更されアルファベットとなった。さらにこれを元としラテン文字、キリル文字、コプト文字などが生み出された。

## 歴史

メシャ碑文で使用されているものと同様のフェニキア文字

### 解読
フェニキア文字などの西セム諸文字は、18世紀にジャン＝ジャック・バルテルミによって解読された。バルテルミは1756年にパルミラ文字について、ギリシア語との二言語碑文をたよりに固有名詞を比較することで各文字の表す音を明らかにし、それから本文を同系の言語であるヘブライ語やシリア語の知識をもとに解釈することで一晩で解読に成功した。同様の方法でバルテルミはフェニキア語や帝国アラム語の文字も解読に成功した。バルテルミによる解読は古文字解読の最初の成功例であった。

### 成立
フェニキア文字は多くの音素文字の源だが、さらにその源の最古の音素文字は紀元前2000年ごろ（あるいは紀元前1900年以降）に発明されたと考えられる。発見されたものとしては、ルクソール近くのワディ・エル・ホルで発見された落書きや、シナイ半島のサラービート・アル・ハーディムで発見された文字があり（原シナイ文字）、紀元前1800年ごろのものと考えられている。もっとも近年は、シリアの都市テル・ウム・エル・マラの墓から発見された紀元前2400年前の円筒に刻まれていたものが最古ではないかという発表も出ている。
原シナイ文字の研究により、音素文字はエジプトのヒエログリフの知識を持ち、西セム語を母語とする労働者によって、ヒエログリフの字形をもとに頭音法の原理によってその文字が表すセム語の単語の最初の子音を取ったものという説が行われている。この説が立証されるには原シナイ文字の解読が正しいものでなければならないが、しかし現状では原シナイ文字の解読はすこぶる疑わしい。
原シナイ文字を継承し、充分な資料のある最古の文字はウガリット文字（紀元前14世紀ごろ）で、27子音字と声門破裂音で始まる3つの音節文字を持っている。
パレスチナにも、原シナイ文字を継承した紀元前17-15世紀ごろの文字がいくつか発見されており、原カナン文字と呼ばれる。これが、フェニキア文字へ移行した。この移行は連続性が強く、移行時期を確定できないが、便宜的に紀元前11世紀半ば以降のものをフェニキア文字と呼んでいる。
フェニキア文字では文字の数が22に減少し、字形は抽象的になった。書字方向は安定して右から左へ書かれるようになった。最古のフェニキア文字による碑文のひとつに棺に刻まれたアヒラム碑文がある（紀元前850年ごろ）。

### 音素文字の拡散
現存するフェニキア文字の初期の碑文はフェニキア語を表記しているが、後にはアラム語、ヘブライ語、およびモアブ語（メシャ碑文に代表される）などの言語を表すためにも使われた。アラム語やヘブライ語はフェニキア語よりも多くの子音を持っていたため、1つの文字で複数の子音を表記した。
フェニキア人による音素文字の採用は非常な成功を収め、さまざまな変種が地中海で前9世紀頃から採用された。さらには、ギリシア文字、古代イタリア文字、アナトリア半島の諸文字（リュディア文字、リュキア文字、カリア文字など）、イベリア文字へ発展していった。その成功の理由の一つは、音声的特徴にあった。フェニキア文字は一つの記号で一つの音を表す文字体系としては、初めて広く使われたものである。当時使われていた楔形文字やエジプト神聖文字等の他の文字体系では多くの複雑な文字が必要で、学習が困難であったのに比べて、この体系は単純だった。この一対一方式のおかげで、フェニキア文字は数多くの言語で採用されることになった。
フェニキア文字が成功したもう一つの理由は、音素文字の使用を北アフリカと欧州に広めた、フェニキア商人の海商文化であった。実際、フェニキア文字の碑文ははるかアイルランドにまで見つかっている。フェニキア文字の碑文は、ビブロス (現レバノン) や北アフリカのカルタゴのような、かつてフェニキアの都市や居留地が多数あった地中海沿岸の考古学遺跡で発見されている。後にはそれ以前にエジプトで使われた証拠も発見されている。
文字は元来尖筆で刻み込まれていたので、ほとんどの形状は角張って直線的であるが、より曲線的なものが次第に使われるようになり、ローマ時代北アフリカの新ポエニ文字と発展していった。フェニキア文字は通常右から左に書かれたが、牛耕式（行が変わるたびに書字方向を変える）で書かれた文章もある。

## 文字の呼び名
フェニキア文字の各文字の名前は知られていないが、フェニキア文字から発展したギリシア文字・ヘブライ文字・シリア文字などは基本的に共通の呼び名を持っており、フェニキア文字でも同じような名前がついていたとされる。
文字の名のうちには、その起源が明らかなものもある。たとえばアレフはヘブライ語 אֶלֶף elef 「牡牛」と関係し、その字形（）は牛の頭を正面から描いた形と見ることができる。カフはヘブライ語 כַּף kaf 「手のひら」と関係し、その字形（）は手のひらを描いたように見える。これらはもともとある物の絵を描いて、その絵によって表される語の最初の1音を表す文字として使われたという頭音法の原理によって作られたと考えられる。しかしまた起源の明らかでないものも多い。
研究者によっては、いくつかの文字の古い名前が異なっていたと考えた。たとえばアラン・ガーディナーは原シナイ文字のヘビの形をした文字を、ゲエズ文字で「n」の字をナハスと呼ぶことを根拠にヘブライ語 נָחָשׁ naḥaš 「ヘビ」と結びつけて「n」を表す文字と解釈した。これによればフェニキア文字のヌン（）「魚」は後に名前が変わったということになる。しかし、ダニエルズによるとゲエズ文字の文字名は16世紀以前にさかのぼらず、原シナイ文字の解釈に使うのは誤りである。

## 文字の一覧
| 画像   | 文字 | 文字名        | 意味     | 発音 | 以下の文字体系で対応する文字 | 以下の文字体系で対応する文字 | 以下の文字体系で対応する文字 | 以下の文字体系で対応する文字 | 以下の文字体系で対応する文字 | 以下の文字体系で対応する文字 |
| 画像   | 文字 | 文字名        | 意味     | 発音 | ヘブライ文字                 | アラビア文字                 | ギリシア文字                 | ラテン文字                   | キリル文字                   |                              |
| ------ | ---- | ------------- | -------- | ---- | ---------------------------- | ---------------------------- | ---------------------------- | ---------------------------- | ---------------------------- | ---------------------------- |
| Aleph  | 𐤀    | ʼāleph アレフ | 雄牛     | ʼ    | א                            | ا                            | Α α                          | A a                          | А а                          |                              |
| Beth   | 𐤁    | bēth ベト     | 家       | b    | ב                            | ب                            | Β β                          | B b                          | Б б, В в                     |                              |
| Gimel  | 𐤂    | gīmel ギメル  | ラクダ   | g    | ג                            | ج                            | Γ γ                          | C c, G g                     | Г г                          |                              |
| Daleth | 𐤃    | dāleth ダレト | 扉       | d    | ד                            | د‎, ذ                         | Δ δ                          | D d                          | Д д                          |                              |
| He     | 𐤄    | hē ヘー       | 窓       | h    | ה                            | ه                            | Ε ε                          | E e                          | Е е, Є є                     |                              |
| Waw    | 𐤅    | wāw ワウ      | 鉤       | w    | ו                            | و                            | (Ϝ ϝ), Υ υ                   | Ff, V v, Yy (U u, W w)       | (Ѵ ѵ),У у                    |                              |
| Zayin  | 𐤆    | zayin ザイン  | 武器     | z    | ז                            | ز                            | Ζ ζ                          | Z z                          | З з                          |                              |
| Heth   | 𐤇    | ḥēth ヘト     | 柵       | ḥ    | ח                            | ح‎, خ                         | Η η                          | H h                          | И и, Й й                     |                              |
| Teth   | 𐤈    | ṭēth テト     | 車輪     | ṭ    | ט                            | ط‎ ,ظ                         | Θ θ                          |                              | (Ѳ ѳ)                        |                              |
| Yodh   | 𐤉    | yōdh ヨド     | 手       | y    | י                            | ي                            | Ι ι                          | I i （J, j）                 | (І і, Ї ї, Ј ј)              |                              |
| Kaph   | 𐤊    | kaph カフ     | 掌       | k    | כ                            | ك                            | Κ κ                          | K k                          | К к                          |                              |
| Lamedh | 𐤋    | lāmedh ラメド | 突き棒   | l    | ל                            | ل                            | Λ λ                          | L l                          | Л л                          |                              |
| Mem    | 𐤌    | mēm メム      | 水       | m    | מ                            | م                            | Μ μ                          | M m                          | М м                          |                              |
| Nun    | 𐤍    | nun ヌン      | 魚       | n    | נ                            | ن                            | Ν ν                          | N n                          | Н н                          |                              |
| Samekh | 𐤎    | sāmekh サメク | 魚/柱    | s    | ס                            |                              | Ξ ξ                          |                              | (Ѯ ѯ)                        |                              |
| Ayin   | 𐤏    | ʿayin アイン  | 目       | ʿ    | ע                            | ع‎, غ                         | Ο ο                          | Oo                           | О о                          |                              |
| Pe     | 𐤐    | pē ペー       | 口       | p    | פ                            | ف                            | Π π                          | P p                          | П п                          |                              |
| Sade   | 𐤑    | ṣādē ツァデ   | パピルス | ṣ    | צ                            | ص‎, ض                         | (Ϻ ϻ)                        |                              |                              |                              |
| Qoph   | 𐤒    | qōph コフ     | 針穴     | q    | ק                            | ق                            | (Ϙ ϙ)                        | Q q                          |                              |                              |
| Res    | 𐤓    | rēš レシュ    | 頭       | r    | ר                            | ر                            | Ρ ρ                          | R r                          | Р р                          |                              |
| Sin    | 𐤔    | šin シン      | 歯       | š    | ש                            | س‎, ش                         | Σ σ                          | S s                          | С с, Ш ш                     |                              |
| taw    | 𐤕    | tāw タウ      | 印       | t    | ת                            | ت‎, ث                         | Τ τ                          | T t                          | Т т                          |                              |

表記に異体が見られる文字がいくつもある。例えば、現在の t にあたるタウは 'x' より '+' に近く表記することがあり、ヘトには交差線が二つあることがある。

## Unicode
Unicode 5.0 で、追加多言語面の U+10900 - U+1091F にフェニキア文字のためのブロックが設けられた。ヘブライ文字の書体の変化で処理するという対案もあったが却下された (PDF (PDF) の要約を参照)。文字は U+10900 - U+10915 までが aleph から taw となり、U+10916 - U+1091B がそれぞれ数字 1, 10, 20, 100, 2, 3 であり、U+1091F が単語の分離記号である。
| U+    | 0 | 1 | 2 | 3 | 4 | 5 | 6 | 7 | 8 | 9 | A | B | C | D | E | F |
| ----- | - | - | - | - | - | - | - | - | - | - | - | - | - | - | - | - |
| 10900 | 𐤀 | 𐤁 | 𐤂 | 𐤃 | 𐤄 | 𐤅 | 𐤆 | 𐤇 | 𐤈 | 𐤉 | 𐤊 | 𐤋 | 𐤌 | 𐤍 | 𐤎 | 𐤏 |
| 10910 | 𐤐 | 𐤑 | 𐤒 | 𐤓 | 𐤔 | 𐤕 | 𐤖 | 𐤗 | 𐤘 | 𐤙 | 𐤚 | 𐤛 |   |   |   | 𐤟 |

## 後継の音素文字

フェニキア系文字の対照図
左から、ラテン文字・ギリシア文字・フェニキア文字・ヘブライ文字・アラビア文字

### 中東の子孫
初期のヘブライ語表記に使われた古ヘブライ文字は、フェニキア文字とほとんど同一である。サマリア人が使ったサマリア文字は、古ヘブライ文字の一種である。
別の子孫として、アラム語の表記に使われたアラム文字がある。アラム文字は中東の通商語（共通語）となり、広く採用された。アラム文字はその後、現代ヘブライ文字、シリア文字、及びナバテア文字等多数の関連する音素文字に分かれた。ナバテア文字を元に極めて曲線的にしたものがアラビア文字となった。

### 後継の欧州の文字体系
ギリシア文字はフェニキア文字から直接発展した。ギリシア人はほとんどの記号の発音をそのまま保持したが、ギリシア語に存在しない発音を表現していた文字のいくつかを母音の表現に使った。これは特に重要である。なぜならば、ギリシア語のようなインド・ヨーロッパ語族ではほとんどのセム系言語と比べて母音の重要性が遥かに高いからである。例えば、最初のフェニキア文字アレフ (Aleph) から、ほとんど同じ名前の最初のギリシャ文字アルファ (Alpha) が生まれたが、表している音はまったく違うものとなった。
キリル文字はギリシア文字から派生した。キリル文字の一部の文字は、ヘブライ文字の影響を受けたグラゴル文字の字形に基づいている。
ラテン文字は、エトルリア語や他の言語で使われた古代イタリア文字（元はギリシア文字から生まれた）から派生した。ゲルマン人のルーン文字も、初期の形態の古代イタリア文字から、北部イタリア文字を経由して派生したとされている。

### インドと東アジアへの影響
アラム文字の系列のソグド文字は東方に伝わってウイグル文字が成立し、モンゴル文字、満州文字などはウイグル文字に由来する。
ブラーフミー文字と後継のインド系文字はアラム文字に由来するとの意見が有力であるが、異論もある。アラム文字起源説が正しいとすれば、これらの文字もフェニキア文字の後継となる。ハングルもブラーフミー系文字を参考にして作られたという説もある。